# Супонево (Щёлковский район)
Супонево — деревня в Щёлковском районе Московской области России, входит в состав городского поселения Загорянский. Население — 146 чел. (2010).

## География
Деревня Супонево расположена на северо-востоке Московской области, в юго-западной части Щёлковского района, примерно в 9 км к северо-востоку от Московской кольцевой автодороги и 5 км от одноимённой железнодорожной станции города Щёлково.
В 3 км северо-восточнее деревни проходит Фряновское шоссе Р110, в 3 км к юго-востоку — Щёлковское шоссе А103, в 10 км к северо-западу — Ярославское шоссе М8, в 4,5 км к северо-востоку — пути хордовой линии Мытищи — Фрязево Ярославского направления Московской железной дороги. Ближайший сельский населённый пункт — деревня Оболдино.
В деревне семь улиц — Весенняя, Дачная, Заозёрный проезд, Изумрудная, Луговая, Озёрная и Полевая; приписаны садоводческое товарищество (СНТ) и территория коттеджного посёлка.
В деревне останавливается автобус №36 «Щёлково — Оболдино».

## Население
| 1852 | 1859 | 1890 | 1899 | 1926 | 2002 | 2006 | 2010 |
| ---- | ---- | ---- | ---- | ---- | ---- | ---- | ---- |
| 163  | ↗182 | ↗271 | ↘122 | ↗228 | ↘142 | ↗174 | ↘146 |

## История
Деревня Супонево упоминается в «Экономических примечаниях» 1767 года. Возможно, до этого она носила другое название.
В середине XIX века сельцо Супонево относилось к 1-му стану Московского уезда Московской губернии и принадлежало подпоручику Марье Михайловне Александровой, в сельце было 25 дворов, крестьян 80 душ мужского пола и 83 души женского.
В «Списке населённых мест» 1862 года — владельческое сельцо 1-го стана Московского уезда Московской губернии по левую сторону Владимирского шоссе, в 20 верстах от уездного города и 17 верстах от становой квартиры, при пруде, с 26 дворами и 182 жителями (98 мужчин, 84 женщины).
По данным на 1890 год — деревня Пехорской волости 1-го стана Московского уезда с 271 жителем.
В 1913 году — 40 дворов, имение Миронова и Дрейземирова.
По материалам Всесоюзной переписи населения 1926 года — деревня Оболдинского сельсовета Разинской волости Московского уезда в 4,5 км от Стромынского шоссе и 6 км от станции Щёлково Северной железной дороги, проживало 228 жителей (103 мужчины, 125 женщин), насчитывалось 55 хозяйств (49 крестьянских).
С 1929 года — населённый пункт Московской области в составе:
- Оболдинского сельсовета Щёлковского района (1929—1939)[18],
- Жегаловского сельсовета Щёлковского района (1939—1959, 1960—1963, 1965—1994)[19][20][21],
- Жегаловского сельсовета Балашихинского района (1959—1960)[22][23],
- Жегаловского сельсовета Мытищинского укрупнённого сельского района (1963—1965)[24],
- Жегаловского сельского округа Щёлковского района (1994—2006)[21],
- городского поселения Загорянский Щёлковского муниципального района (2006 — н. в.)[25][26].